# Dragon Ball Z: Super butōden
Dragon Ball Z: Super Butōden (超武闘伝, Sūpā Butōden) és un videojoc basat en la sèrie anime i el manga Dragon Ball Z d'Akira Toriyama i desenvolupada per la companyia de videojocs Bandai per a la consola Super Nintendo.

## Personatges
- Goku (Base, SG)
- Vegeta (Base, SG)
- Gohan (SG)
- Cèl·lula (Forma imperfecta, Forma perfecta)
- Trancs (SG amb armadura dels guerrers de l'espai i pèl llarg)
- Cor Petit
- Frízer
- A-16
- A-18
- Dr. Gero

## Modes de joc
Mode Història
En el mode història es pot jugar en la Saga dels androides i la Saga del torneig d'en Cèl·lula. Els combats segueixen un ordre cronològic i es pot jugar principalment amb Goku, Vegeta i Cor Petit.
Mode Clàssica
Ací es pot jugar en 3 tipus de baralla:
- Player versus Player.
- Player versus CPU.
- CPU versus CPU.

Mode Torneig
Mode on competeixen 8 jugadors (Player o CPU) recreant el torneig d'arts marcials vist en la sèrie.

## Curiositats
Si una persona s'acaba el joc en màxima dificultat, sense perdre cap baralla i amb el mateix ordre de batalles de la sèrie (Goku vs Cor Petit, Son Gohan vs Cèl·lula, Vegeta vs A-18, etc.) es desbloqueja el veritable final del joc, en el qual Cel·lula, després de rebentar, reapareix moltíssim més poderós i també apareixia sel·leccionable l'inconfusible Sr. Satan, que en primer lloc es duia una pallissa directa, i si ho tornàvem a seleccionar, feia veure que tenia mal de panxa.